# 岩生植物

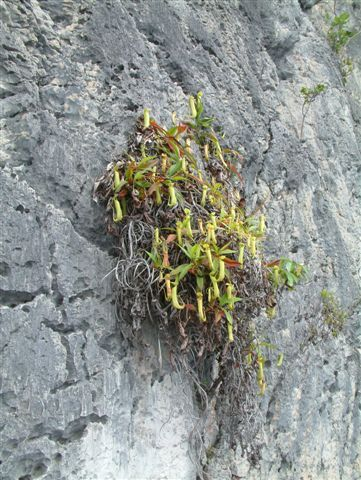
在新畿內亞拉賈安帕特群島生长的岩生植物米苏尔岛猪笼草

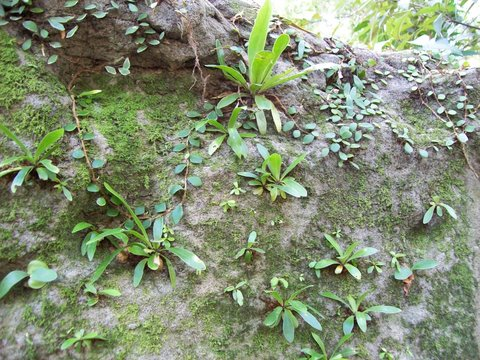
Rock Felt Fern, 鹿角蕨, 南洋山苏花和苔藓生长的砂岩上，位于澳大利亚Chatswood West。

岩生植物（英語：Lithophytes），也稱為石生植物、岩表植物，是植物的一種形態，生長在岩石表層或裡面。岩生植物仰賴苔蘚、雨水中的養分、枯落物，以及它們自身的枯萎組織等物來維持生活。
岩生植物的例子包括：數種芭菲爾鞋蘭屬的蘭花、豬籠草屬的風鈴豬籠草以及數種狸藻屬種類。
由于岩石或碎石的有用的养分往往很少，许多种食肉植物可以被视为是适应于岩石上的生活。通过消耗捕捉的猎物，这些植物可以收集比非食肉类岩生植物更多的营养物质。例如，风铃猪笼草，无附太阳瓶子草, 许多的捕蟲堇屬，和狸藻屬物种。